# Gustaf Walfrid Wilhelmsson

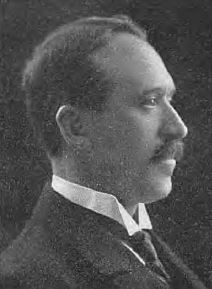
Gustaf Walfrid Wilhelmsson

Gustaf Walfrid Wilhelmsson, G. Walfr. Wilhelmsson, född 6 november 1860 i Dals-Eds socken, Älvsborgs län, död 2 maj 1939 i Brännkyrka församling, Stockholm, var en svensk boktryckare.
Wilhelmsson var typograflärling på Andreas Caspersens boktryckeri i Frederikshald 1875, faktor på samma tryckeri 1879–81, snällpresstryckare på Jacob Wulfsbergs tryckeri i Drammen 1881–83, faktor på Almqvist & Wiksells tryckeri i Uppsala 1883–86, sättare på P.A. Norstedt & Söners tryckeri i Stockholm 1886–88 samt redaktör för Svensk Typograftidning 1888 och 1889. Han etablerade ett eget boktryckeri i Stockholm 1888 och var, efter rörelsens ombildning till aktiebolag 1898, verkställande direktör för bolaget.
Wilhelmsson var bosatt i Fridhems villastad, nuvarande Mälarhöjden, och riktade 1904 en skrivelse till Fridhems Villaägareförening med uppmaning att utse en kommitté för behandling av frågan angående en spårvägsförbindelse till Stockholm. En sådan kommitté bildades och 1906 föreslog man Stockholms Södra Spårvägs AB samarbete för åstadkommande av linje Söder Mälarstrand–Reimersholme–Gröndal–Fridhem, men denna förverkligades ej och det dröjde till 1909 innan en konstituerande bolagsstämma för AB Södra Förstadsbanan kunde hållas. Det var på Wilhelmssons förslag som namnet Mälarhöjden infördes i samband med att spårvägslinjen dit öppnades 1913.